# هلفيلة كارولينية
هلفيلة كارولينية (الاسم العلمي: Helvella caroliniana) هي نوع من الفطريات يتبع جنس الهلفيلة من الفصيلة الهلفيلية.